# 伊万尼夫卡 (罗韦尼基区)

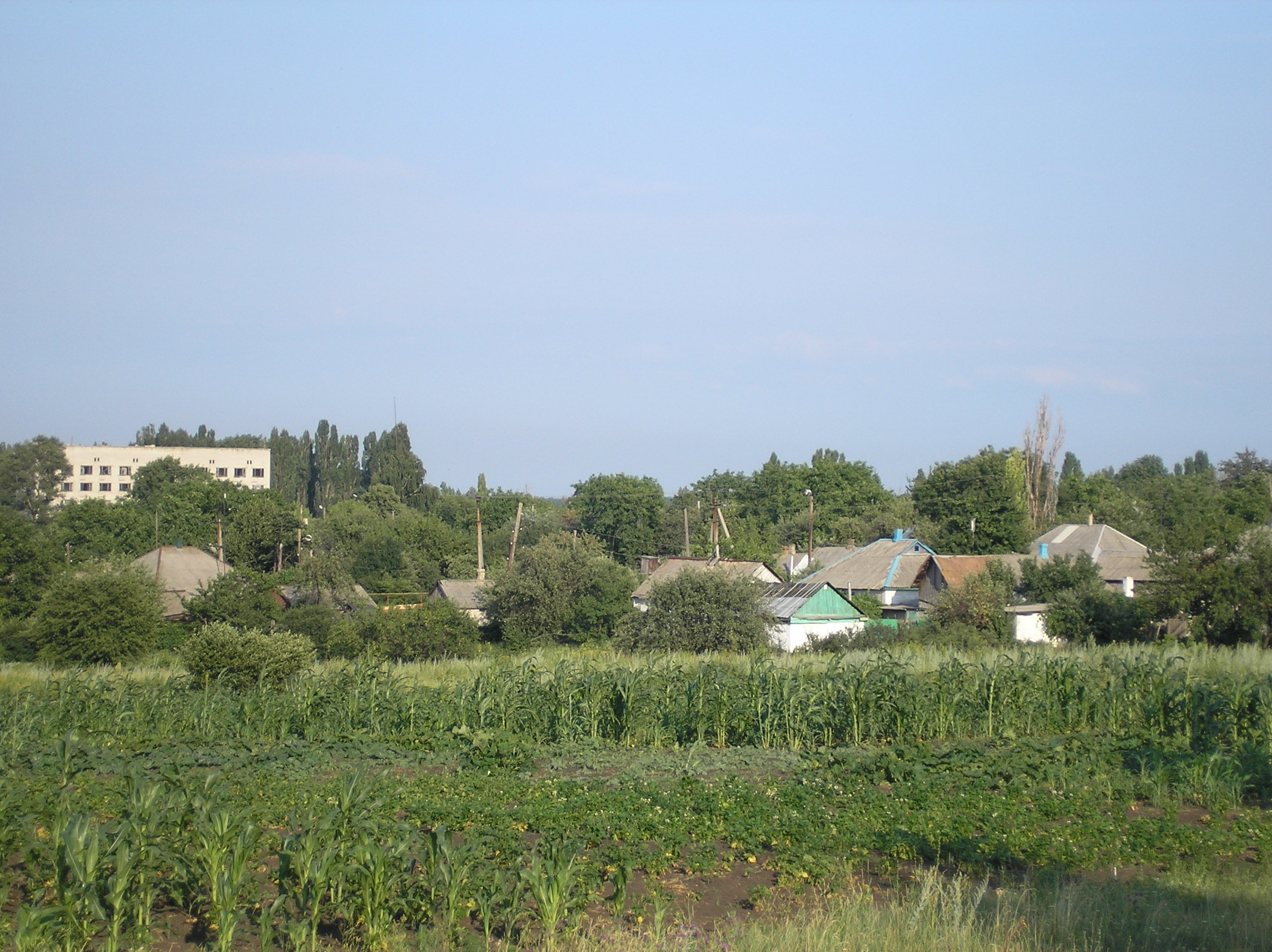
镇内风景

伊万尼夫卡（烏克蘭語：Іванівка），或按俄语译为伊万诺夫卡，是烏克蘭東部盧甘斯克州罗韦尼基区赫鲁斯塔利内市镇内的市級鎮。處於維利希夫卡河畔，始建於1771年，面積12.98平方公里，海拔高度331米，2011年人口7,333，人口密度每平方公里564.95人。
该市级镇作为安特拉齐特区的一部分，自2014年以来处于卢甘斯克人民共和国的控制之下。因此该市级镇仍实际上隶属于已被乌克兰政府废除的安特拉齐特区。